# Epirhyssa sapporensis
Epirhyssa sapporensis là một loài tò vò trong họ Ichneumonidae.